# Rußiger Freitag
Als Rußigen Freitag, auch Karnevals-, Fastnachts- oder Faschingsfreitag, bezeichnet man den Freitag vor Aschermittwoch. Er liegt somit nach dem sogenannten Schmotzigen Donnerstag und vor dem Schmalzigen Samstag.
Der Begriff Rußiger Freitag wird vornehmlich in der schwäbisch-alemannischen Fastnacht (das heißt in Baden-Württemberg, Vorarlberg und der Schweiz) verwendet, aber auch im bayerischen Regierungsbezirk Schwaben.
Der Name stammt daher, dass früher an diesem Tag die Narren versucht haben, Leuten Ruß ins Gesicht zu schmieren. Heutzutage ist der Brauch bei Kindern noch sehr beliebt.
In Oberschwaben und Vorarlberg heißt der Tag auch Bromiger Freitag: An diesem Tag schwärzten früher die Buben den Mädchen das Gesicht mit Ruß und Brombeeren oder Brombeermarmelade. Mit Lebensmitteln pflegte man nicht zu spielen. Hermann Wax schreibt in seiner "Etymologie des Schwäbischen" unter B(e)ram, Bram, Brom", dass dieses "Ruß" bedeutet.

## Datum
Der Rußige Freitag findet stets am Freitag vor Aschermittwoch statt, also am 51. Tag vor Ostersonntag.
Der frühestmögliche Termin ist der 30. Januar, der spätestmögliche ist der 5. März.
- 2020: 21. Februar
- 2021: 12. Februar
- 2022: 25. Februar
- 2023: 17. Februar
- 2024: 9. Februar
- 2025: 28. Februar